# Kalomoira
Kalomoira Kalomoira (pravim imenom Marie Carol Sarantis) je američka i grčka pjevačica pop-glazbe.

### Rani život
Kalomoira, poznatija kao Carol u Americi je rođena 31.1.1985. Kćer je vlasnika grčko-američkog restorana Nikosa (Nick) i Elene (Helena) i ima jednu sestru. Još u djetinjstvu Kalomoira je sanjala da postane pop zvijezda. U školi je sudjelovala u mnogim aktivnostima, dramskim produkcijama i glazbenim priredbama. Njezin najdraži instrument je viola, s kojim je za 9 godina studirala i svirala u školskom orkestru. Na nagovor svog bratića se prijavila na natjecanje i osvojila drugo mjesto. Slijedeći svoje izglede je pjevala sa zvijezdama na američkom showu. Kalomoira je ušla na Antena's fame story 2 u New Yorku i bila jedna od 2 pjevača iz grupe 200 najboljih. Nakon što je završila 1 semestar na Adelphi sveučilištu, otišla je u Grčku. Nakon toga je počela svoju prvu profesionalnu karijeru.

### Fame Story
Njezina prva pjesma zvala se «Katy Garbi» (Μια φορά κι ένα καιρό”). Imala je poteškoće s grčkim pjesmama. Slijedeći svoje iskustvo, Kalomoirina prva popularna pjesma je bila «Stand by me”, a prvi poznati album se zove «Kalomoira”.

### Profesionalna karijera
2005. objavljuje album Paizeis? (ti igraš).Poznate pjesme su : "Scandalous," "Don't Cha" i "Don't Phunk with My Heart,". U prosincu 2006. objavljuje svoj treći album "Kalomoira Paei Cinema" (Kalomoira ide u kino).

### 2007-danas: Eurovizija i novi album
2008. objavljuje album "Secret combination” (Tajna kombinacija). Iz tog albuma joj je najpoznatija pjesma "Secret combination” s kojom je nastupila na Euroviziji 2008. u Beogradu i završila 3. iza Rusije i Ukrajine. Glazbu je komponirao Konstantinos Pantzis, a riječi napisao Poseidonas Giannopoulos.